# Проект «Вагон» УАЗ (1989)
«Вагон» — техническое задание для Ульяновского автомобильного завода по созданию семейства военных автомобилей повышенной проходимости с кузовами микроавтобус и универсал: УАЗ-3972 / 3172, сформированное в 1989 году.
УАЗ-3972 — планировавшийся военный и гражданский (в основном для сельской местности) грузопассажирский внедорожник-микроавтобус, созданный к 1990-му году на замену кузову конструктива 1950-х годов: УАЗ-452. Серийного производства налажено не было, позднее вместо него был разработан более современный кузов: УАЗ-3165. Аналогом является «Steyr-Daimler-Puch Pinzgauer».  
УАЗ-3172 — планировавшийся военный автомобиль повышенной проходимости, созданный к 1991-му году, на смену кузову конструктива 1950-х годов: УАЗ-469 (3151). Снаружи от гражданской модификации отличается круглой формой передней светотехники и повторителей сигналов поворотов, и более простыми задними фонарями. Имеет более простые контрольно-измерительные приборы, перешедшие от предыдущих автомобилей. Кузов окрашивается в маскирующий, защитный цвет и имеет открытый, тентованный верх задней части. В течение 1991-92 годов было изготовлено 9 предсерийных экземпляров, предназначенных для испытаний. Серийного производства налажено не было. Аналогами являются «Steyr-Daimler-Puch Модели G», «Range Rover» 1969–1996 гг., «Toyota Land Cruiser Prado» (J70).
Наружные ручки открывания дверей у автомобилей унифицированы с таковыми семейства моделей «Лада Спутник». Для данных автомобилей ГАЗ/УАЗ впервые, после появления кузова ГАЗ-69, в колёсах были сделаны вентиляционные отверстия.

## История

### Предыстория: «Симбир» УАЗ-3170/3770 (1974)
В 1974 году, с приходом на должность главного конструктора УАЗ Льва Старцева, образовывается КБ перспективного проектирования в составе В. И. Доманского, В. В. Горбачёва и А. П. Щербакова. Создаётся ТЗ на создание семейства современных вездеходов прежде всего гражданского назначения — легкового и микроавтобуса, которые получают индексы 3170 и 3770. Автомобили были лишены недостатков предыдущего поколения (469), они имели унифицированное (единое) шасси на основе компоновки шасси микроавтобуса: смещённый за колёсную базу и вправо двигатель, ведущие неразрезные мосты, зависимые пружинные переднюю и заднюю подвески (вместо рессорных) и т. д. Автомобили получили имя собственное «Симбир». Кузов типа универсал имел три двери; его военная разновидность, с открытым тентованным верхом задней части кузова, получила индекс 3171.

#### Задание по военной теме «Гак» (до 1989)
В начале 1980-х годов выходит постановление ЦК КПСС и Совмина СССР по созданию семейства армейских легковых автомобилей, на замену моделям 1950-х годов УАЗ-452 и 469, соответственно, получившее шифр «Гак». Для этой задачи была уже готова разновидность — 3171. В 1983 году, после заводских испытаний, она получает одобрение Министерства автомобильной промышленности СССР, но годом позднее подпись министра на одобрение производства отзывается им обратно, вероятно, из-за нужд в средствах на освоение новинок ВАЗ (модели 2108) и АЗЛК (модели 2141).
Таким образом, лишившись источника обеспечения, автомобили не имеют возможности попасть на конвейер, тем не менее работы продолжались до 1996 года, уступив место разработке более современных кузовов, в сотрудничестве с ВАЗ — УАЗ-3160, 3162 (3163) / 3165, из которых удалось запустить в производство универсал.
В 1985–87 годах, после вынужденного бракования комиссией НАМИ компоновки шасси, появляются очередные поисковые опытные образцы 3171 с мостами от 469 модели и поднятым над мостом двигателем.

### Задание по военной теме «Вагон» (1989)
В 1989 году, с закрытием ОКР «Гак» (как и темы «Ягуар»), формируется новое задание на создание военных автомобилей, под шифром «Вагон». Созданные автомобили получают индексы 3972 (микроавтобус) и 3172 (универсал). Главным отличием этой концепции от предыдущей являются индивидуальные шасси у микроавтобуса и универсала – против унифицированных. Кузов типа универсал имел 5 дверей, его гражданская разновидность 3172-01 получила уже коммерческое название «Симбир».
Опытные полноприводные специальные легковые автомобили повышенной проходимости для эксплуатации на дорогах всех категорий, а также по пересечённой местности.
Автомобили были разработаны по заказу МО СССР для замены УАЗ-469 (3151) и 452, прошли государственные испытания, однако в связи с неблагоприятной экономической ситуацией 1992—1993 годов, а также реконструкцией кузовного производства — переводом на современное роботизированное, их серийное производство так и не было налажено. Было произведено только несколько (по некоторым данным 9) опытных экземпляров. Автомобили обладают большой проходимостью: глубина преодолеваемого брода — не менее одного метра (благодаря наличию шноркеля), допустимый угол подъёма — до 50°, косогора — до 20°. Масса буксируемого прицепа — до 1200 кг. Основной особенностью автомобилей являются неразрезные ведущие мосты с редукторами внешнего зацепления, позволившие добиться большого (330 мм) дорожного просвета. Обе подвески автомобилей пружинные, зависимые. Передняя снабжена стабилизатором поперечной устойчивости.
Ведущий конструктор автомобиля — Александр Петрович Щербаков.
Один из автомобилей экспонировался в Музее военной автомобильной техники, расположенном в Рязани.

## Модификации
- УАЗ-3172-01 «Симбир» — планировавшаяся гражданская модификация автомобиля повышенной проходимости для села, созданная к 1990-му году. Контрольно-измерительные приборы унифицированы с таковыми модели ВАЗ-2107. Серийного производства также налажено не было, позднее вместо него был разработан и начал выпускаться несколько более современный кузов: УАЗ-3160 / 3162 (3163).

## Галерея

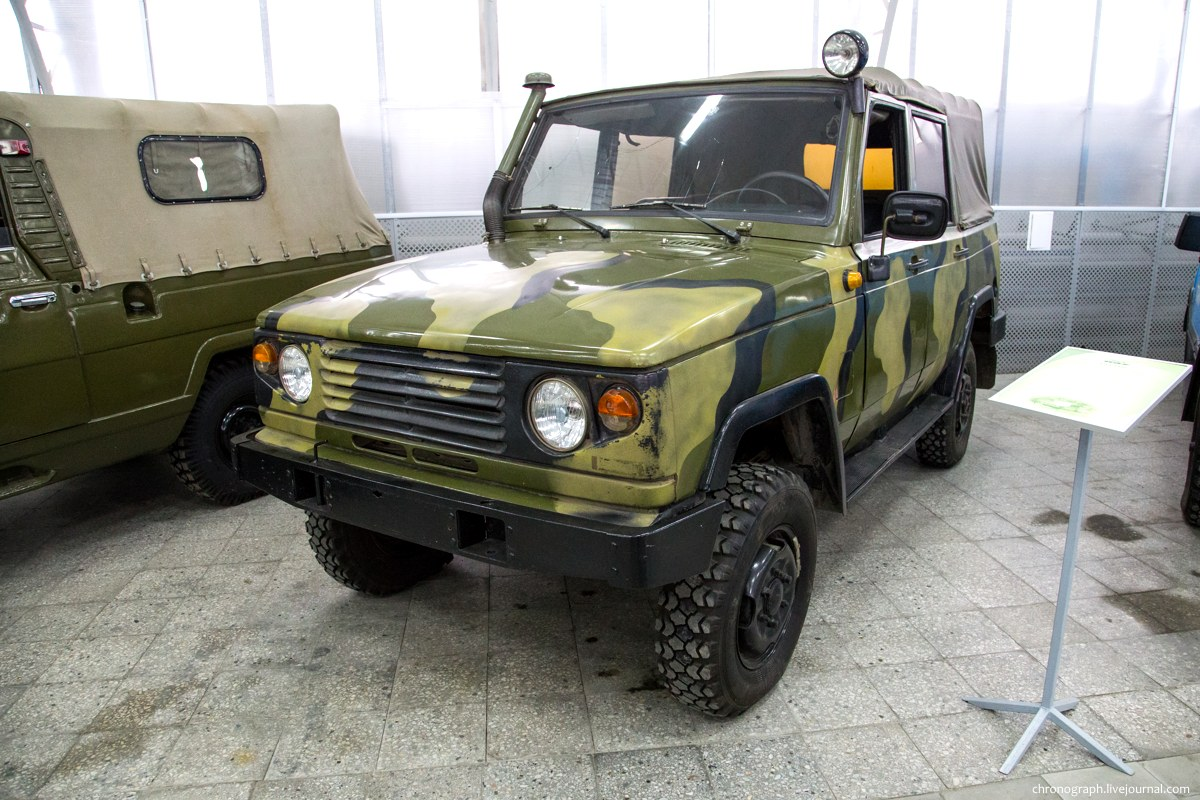
УАЗ-3172
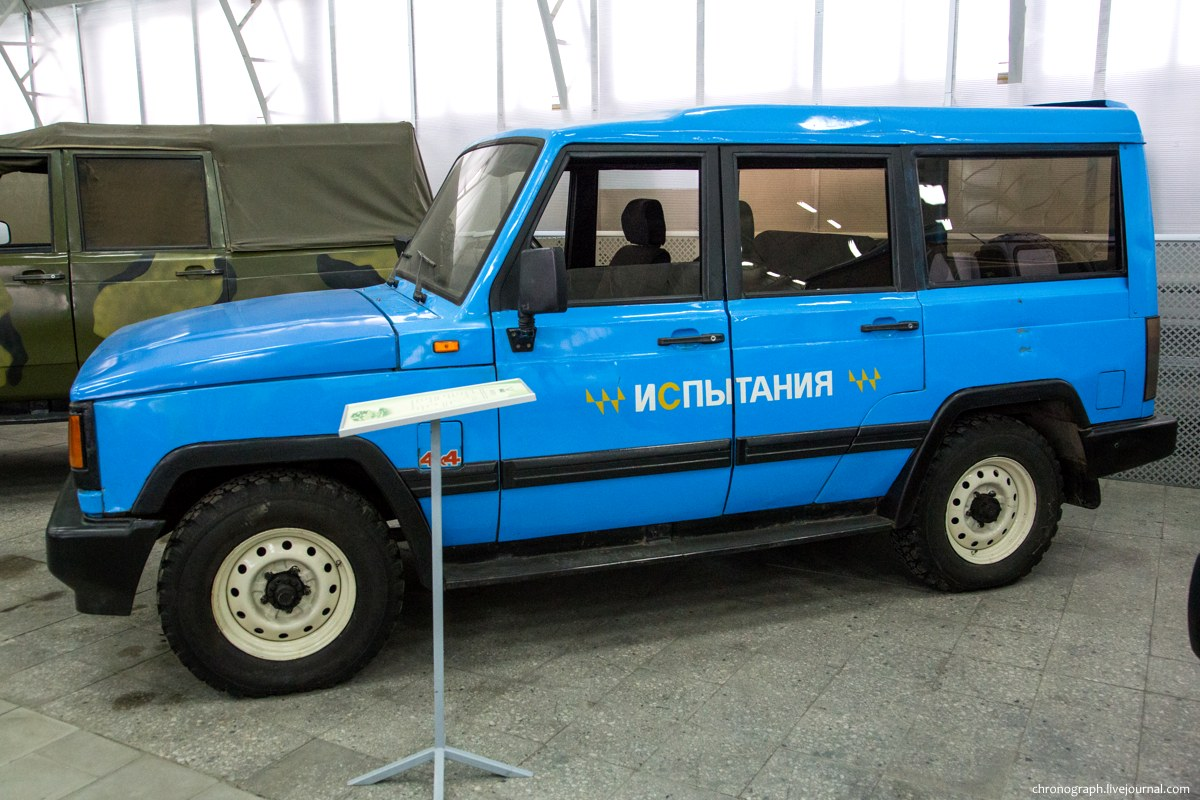
УАЗ-3172-01 «Симбир»
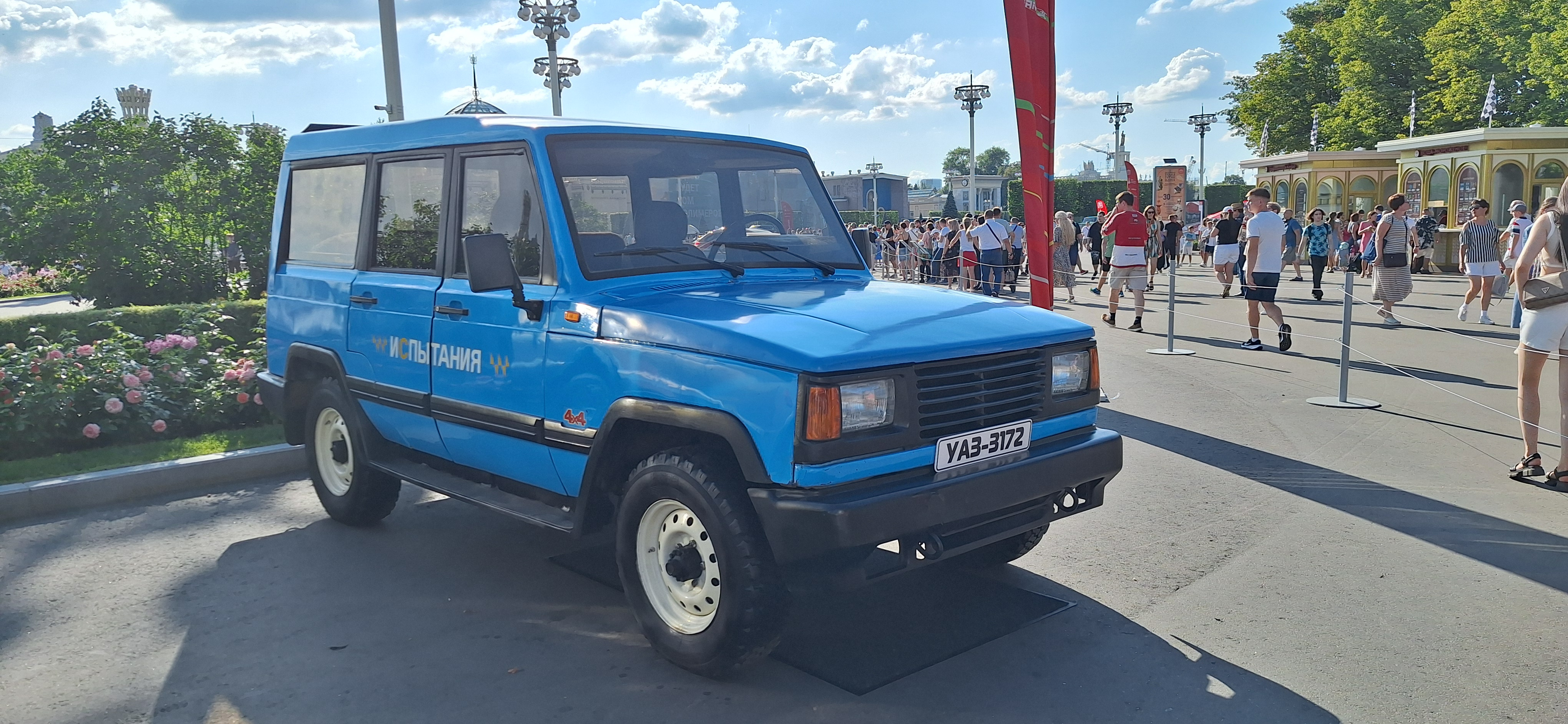
На выставке «ПроДвижение» 2025 г.